# Journal of Cardiovascular Pharmacology and Therapeutics
Journal of Cardiovascular Pharmacology and Therapeutics is een internationaal, aan collegiale toetsing onderworpen wetenschappelijk tijdschrift op het gebied van de cardiologie.
De naam wordt in literatuurverwijzingen meestal afgekort tot J. Cardiovasc. Pharmacol. Ther.
Het wordt uitgegeven door SAGE Publications en verschijnt 4 keer per jaar.
Het eerste nummer verscheen in 1996.